# Lemmes
Lemmes és un municipi francès situat al departament del Mosa i a la regió del Gran Est. L'any 2007 tenia 236 habitants.

## Demografia

### Població
El 2007 la població de fet de Lemmes era de 236 persones. Hi havia 75 famílies, de les quals 13 eren unipersonals (9 homes vivint sols i 4 dones vivint soles), 18 parelles sense fills i 44 parelles amb fills.
La població ha evolucionat segons el següent gràfic:
Habitants censats

### Habitatges
El 2007 hi havia 84 habitatges, 76 eren l'habitatge principal de la família, 3 eren segones residències i 4 estaven desocupats. 81 eren cases i 2 eren apartaments. Dels 76 habitatges principals, 63 estaven ocupats pels seus propietaris, 10 estaven llogats i ocupats pels llogaters i 3 estaven cedits a títol gratuït; 1 tenia dues cambres, 10 en tenien tres, 16 en tenien quatre i 48 en tenien cinc o més. 76 habitatges disposaven pel capbaix d'una plaça de pàrquing. A 22 habitatges hi havia un automòbil i a 49 n'hi havia dos o més.

### Piràmide de població
La piràmide de població per edats i sexe el 2009 era:
| Homes | Edats   | Dones |
| ----- | ------- | ----- |
| 0     | 95 o +  | 0     |
| 0     | 90 a 94 | 0     |
| 0     | 85 a 89 | 0     |
| 0     | 80 a 84 | 0     |
| 0     | 75 a 79 | 0     |
| 4     | 70 a 74 | 0     |
| 0     | 65 a 69 | 4     |
| 4     | 60 a 64 | 0     |
| 0     | 55 a 59 | 0     |
| 8     | 50 a 54 | 0     |
| 20    | 45 a 49 | 12    |
| 4     | 40 a 44 | 16    |
| 4     | 35 a 39 | 8     |
| 4     | 30 a 34 | 4     |
| 12    | 25 a 29 | 8     |
| 4     | 20 a 24 | 4     |
| 12    | 15 a 19 | 12    |
| 8     | 10 a 14 | 12    |
| 4     | 5 a 9   | 4     |
| 0     | 0 a 4   | 4     |

## Economia
El 2007 la població en edat de treballar era de 173 persones, 128 eren actives i 45 eren inactives. De les 128 persones actives 119 estaven ocupades (71 homes i 48 dones) i 8 estaven aturades (1 home i 7 dones). De les 45 persones inactives 13 estaven jubilades, 18 estaven estudiant i 14 estaven classificades com a «altres inactius».

### Ingressos
El 2009 a Lemmes hi havia 76 unitats fiscals que integraven 228 persones, la mediana anual d'ingressos fiscals per persona era de 16.459,5 €.

### Activitats econòmiques
Dels 3 establiments que hi havia el 2007, 1 era d'una empresa extractiva, 1 d'una empresa de fabricació d'altres productes industrials i 1 d'una empresa de construcció.
L'únic servei als particulars que hi havia el 2009 era un electricista.
L'any 2000 a Lemmes hi havia 3 explotacions agrícoles.

## Poblacions més properes
El següent diagrama mostra les poblacions més properes.